# Termometr lekarski

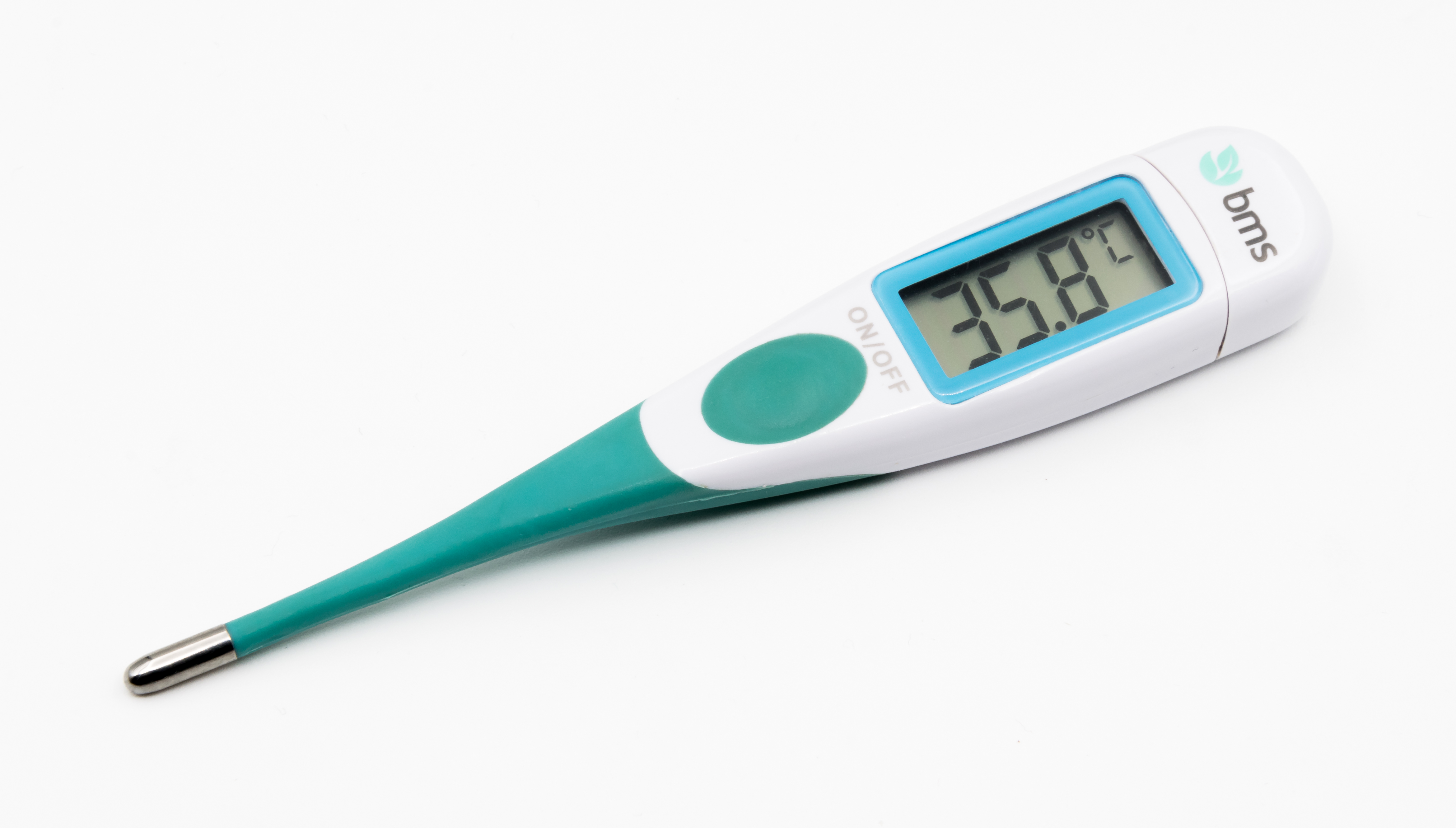
Elektroniczny termometr lekarski

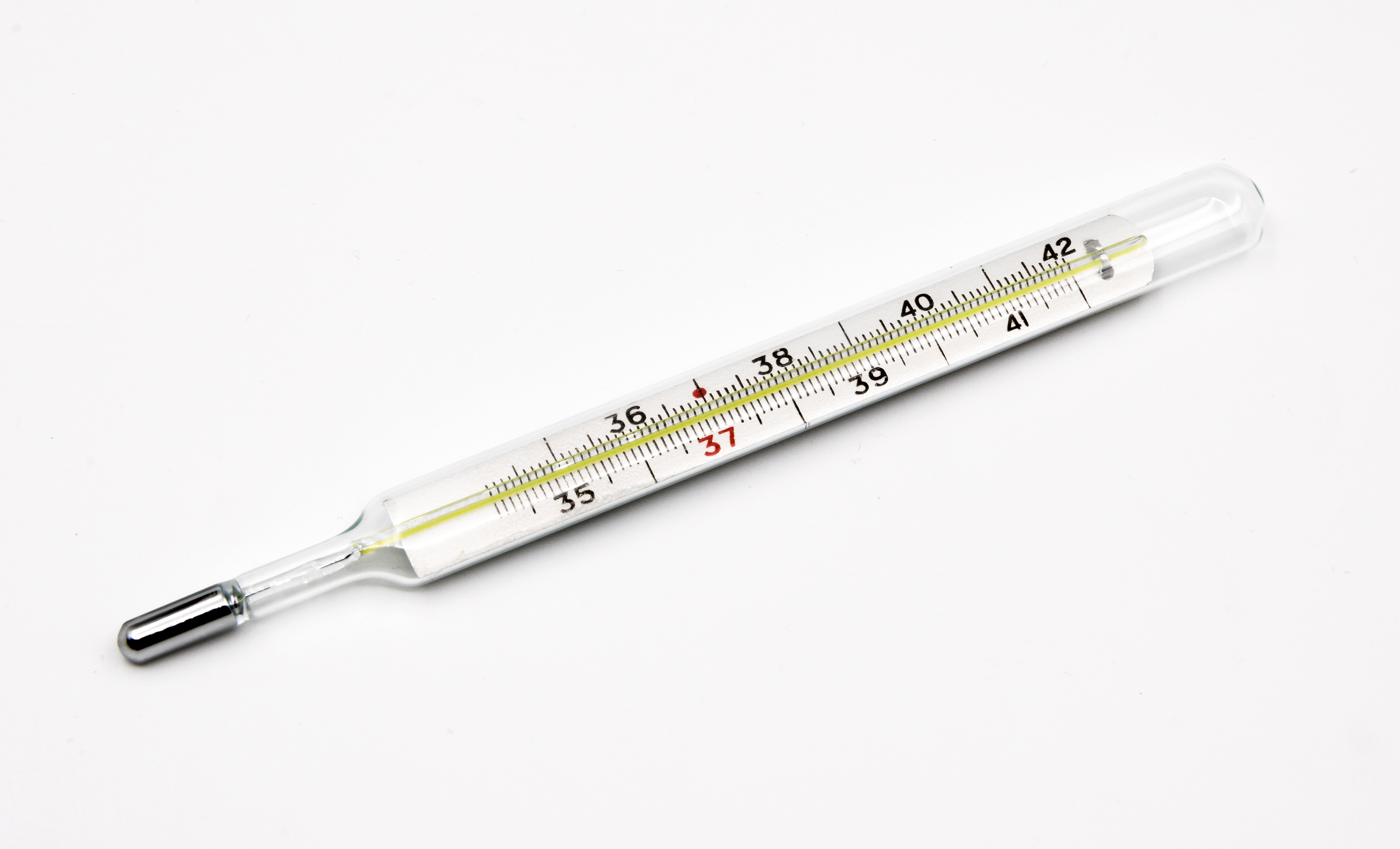
Rtęciowy termometr lekarski

Termometr lekarski – termometr specjalizowany do pomiaru temperatury ciała. Termometry te umożliwiają odczyt zmierzonej temperatury po zaprzestaniu pomiaru, w czasie gdy temperatura termometru spada (termometr temperatur maksymalnych).
Istnieje kilka rodzajów termometrów lekarskich:
- termometr cieczowy, najczęściej rtęciowy; w związku z wycofaniem ze sprzedaży w UE rtęć jest zastępowana np. przez galinstan, stop metali ciekły w temperaturze pokojowej
- termometr elektroniczny

Jednym z pierwszych termometrów elektronicznych był opracowany w pierwszej połowie lat 70. XX w. w ośrodku naukowo-badawczym w Genewie termometr oparty na mostku Wheatsone’a z silniczkiem poruszającym potencjometr i wskaźnik. Termometr ów miał dokładność 0,1 °C, miał zakres od 32 do 42 °C, składał się z czujnika połączonego przewodem z modułem pomiarowym i był zasilany z baterii. Odczyt odbywał się za pomocą zaadoptowanego mechanicznego samochodowego licznika kilometrów. Do resetowania służył oddzielny przycisk sprowadzający licznik do stanu początkowego.
- termometr zmiennofazowy – w postaci elastycznego paska przykładanego do ciała, przy czym może to być termometr ciekłokrystaliczny albo oparty na związkach chemicznych zmieniających właściwości w zależności od temperatury; termometry tego typu nie zdobyły większej popularności[2]
- termometr bezstykowy – działający na zasadzie pomiaru ilości emitowanego promieniowania podczerwonego

Odmianą termometru lekarskiego jest też termometr owulacyjny.